# روزفلت كولينز
روزفلت كولينز (بالإنجليزية: Roosevelt Collins)‏ هو لاعب كرة قدم أمريكية ولاعب كرة قدم كندية أمريكي، ولد في 25 يناير 1968 في شريفبورت في الولايات المتحدة.

## وصلات خارجية
- روزفلت كولينز على موقع مرجع كرة القدم المحترفة.كوم (الإنجليزية)
- روزفلت كولينز على موقع JustSportsStats.com (الإنجليزية)